# Paratendipes penicilliceps
Paratendipes penicilliceps är en tvåvingeart som beskrevs av Sushill K. Dutta och Chaudhuri 1996. Paratendipes penicilliceps ingår i släktet Paratendipes och familjen fjädermyggor.
Artens utbredningsområde är West Bengal (Indien). Inga underarter finns listade i Catalogue of Life.